# Косиха (Алтайский край)
Коси́ха — село в Алтайском крае России, административный центр Косихинского района и Косихинского сельсовета.
Население — 4673 чел. (2021).

## География
Расположено в 68 км к юго-востоку от Барнаула.

## Климат
Резко континентальный. Средняя температура января −20 °C, июля — +21 °C. Годовое количество атмосферных осадков — 400—600 мм.

## История
Основано в 1751 году.

## Население
| 1939  | 1959  | 1970  | 1979  | 1989  | 1997  | 1998  | 1999  | 2000  |
| ----- | ----- | ----- | ----- | ----- | ----- | ----- | ----- | ----- |
| 4007  | ↘3882 | ↘3482 | ↗4230 | ↗5266 | ↗5829 | ↘5708 | ↗5837 | ↗5887 |
| 2001  | 2002  | 2003  | 2004  | 2005  | 2006  | 2007  | 2008  | 2009  |
| ↘5751 | ↘5614 | ↗5640 | ↗5644 | ↗5661 | ↘5387 | ↘5378 | ↘5360 | ↗5380 |
| 2010  | 2011  | 2012  | 2013  | 2021  |       |       |       |       |
| ↘5229 | ↘5202 | ↘5174 | ↘5118 | ↘4673 |       |       |       |       |

### Национальный состав
Согласно результатам переписи 2002 года, в национальной структуре населения русские составляли 93 % от 5656 чел.

## Известные люди, связанные с селом
В селе родились:
- Роберт Рождественский (1932—1994) — известный советский поэт-песенник. С 2007 года в селе проводятся Косихинские Рождественские чтения.
- Олег Анатольевич Пешков (1970—2015) — российский военный лётчик, подполковник, Герой Российской Федерации. Погиб при выполнении боевого задания в Сирии. В память о герое в селе установлена мемориальная плита[11].
- Лохтачева, Нина Владимировна (1948—2022) — советский и российский художник, заслуженный художник Российской Федерации (1996).

В селе похоронен:
- Олег Александрович Шипицин (1974—2022) — российский военнослужащий, старший матрос, Герой Российской Федерации (2022, посмертно). Место гибели Украина.

## Инфраструктура

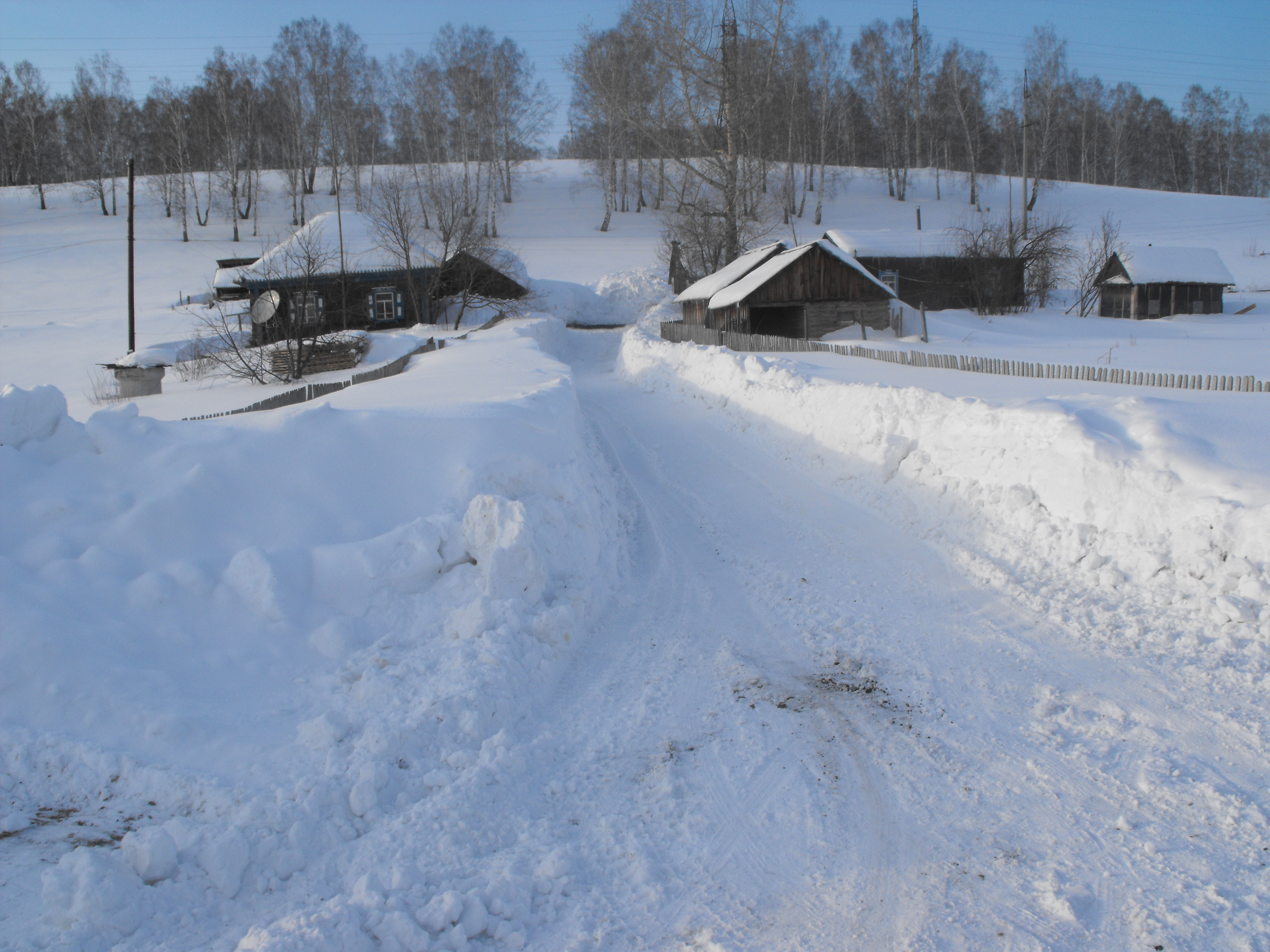
Зима в Косихе

- Сельскохозяйственные и перерабатывающие организации крестьянские хозяйства частные предприятия и фермерские хозяйства.
- Предприятия по обслуживанию и предоставлению различных услуг населению, торговые компании.
- Здравоохранение: КГБУЗ «КОСИХИНСКАЯ ЦРБ».
- Образовательные учреждения: МБОУ ДОД «Косихинская ДЮСШ», КГБПОУ «Косихинский лицей профессионального образования», МБОУ им. А. М. Топорова, 2 детских сада, Косихинский оздоровительный лагерь «Орлёнок», Косихинская детская школа искусств.
- Культура: ММБУ «Косихинский Дом культуры», библиотека «Косихинская ММРБ им. Р.Рождественского».
- Редакция газеты «На земле косихинской», почта, отделение Сбербанка, автовокзал[12].

Село газифицировано.

## Достопримечательности
30 июня 2012 года к 80-летию со дня рождения Роберта Рождественского в реконструированном здании бывшего кинотеатра, открылся филиал Государственного музея истории литературы, искусства и культуры Алтая — первый мемориальный музей советского поэта. В 2020 году в дополнительных помещениях, переданных музею в 2018 году, открылись 3 новых зала: в двух разместились новые экспозиции, третий зал предназначен для организации выставок и различных мероприятий.
Перед мемориальным музеем Р. И. Рождественского установлен бронзовый памятник поэту работы Зураба Церетели.

## Транспорт
В 15 км от села проходит федеральная автомобильная магистраль М52 Новосибирск — Ташанта. До ближайшей железнодорожной станции Овчинниково — 22 км.